# Queen High
Pour plus de détails, voir Fiche technique et Distribution.
Queen High est un film américain réalisé par Fred C. Newmeyer, sorti en 1930.
Il est adapté de la comédie musicale Queen High de 1926, elle-même adaptée de la pièce A Pair of Sixes d'Edward Peple.

## Synopsis
Une rivalité entre deux hommes d'affaires finit par se résoudre par une partie de Poker. 

## Fiche technique
- Réalisation : Fred C. Newmeyer
- Scénario : Buddy G. DeSylva, Lewis E. Gensler, Laurence Schwab
- Production : Frank Mandel, Laurence Schwab
- Photographie : William O. Steiner
- Montage : Barney Rogan
- Genre : Comédie musicale
- Musique : Al Goodman, Johnny Green
- Distributeur : Paramount Pictures
- Durée : 85 minutes
- Date de sortie : 
  - États-Unis : 23 août 1930

## Distribution
- Charles Ruggles : T. Boggs Johns
- Frank Morgan : Mr. Nettleton
- Ginger Rogers : Polly Rockwell
- Stanley Smith : Dick Johns
- Helen Carrington : Mrs. Nettleton
- Rudolph Cameron : Cyrus Vanderholt
- Betty Garde : Florence Cole
- Theresa Maxwell Conover : Mrs. Rockwell
- Nina Olivette : Coddles
- Tom Brown : Jimmy
- Eleanor Powell